# 本尼奧尼湖

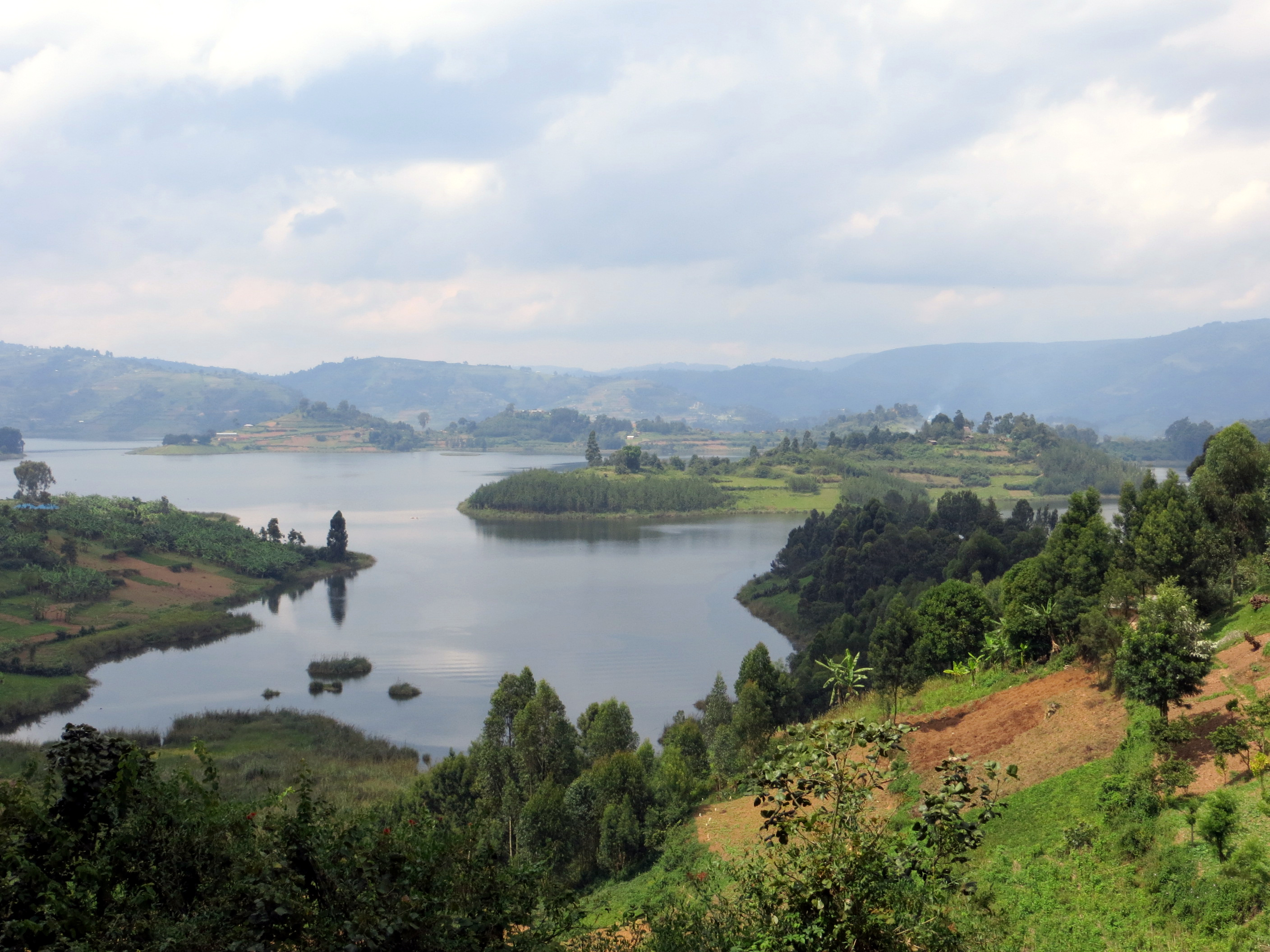

1°17′S 29°55′E / 1.283°S 29.917°E
本尼奧尼湖，是烏干達的湖泊，位於該國西南部，毗鄰盧旺達邊境，長25公里、寬7公里，面積61平方公里，海拔高度1,962米，最大水深900米，該湖有29座島嶼。